# Yu Seong-ju
Yu Seong-ju (kor. 유성주; ur 12 listopada 1973) – południowokoreański aktor.

## Życiorys
Yu Seong-ju urodził się 12 listopada 1973 roku w Korei Południowej.

## Filmografia

### Seriale
- 2017: Stranger jako ojciec Kim Hu Jeonga
- 2020: Memorials jako Yang Nae-sung[2]
- 2021:
  - Przebiśnieg jako dowówdca wojska z Korei Północnej
  - Squid Game jako Byeong-gi (111)